# Gustav Boehmer
Gustav Boehmer (* 7. April 1881 in Körlin, Kreis Kolberg-Körlin; † 22. November 1969 in Kirchzarten) war ein deutscher Jurist und Hochschullehrer.

## Leben
Gustav Boehmer war der Sohn des Juristen Felix Boehmer. Er studierte an der Universität Heidelberg ab 1899 Rechtswissenschaft, wo er im selben Jahr Mitglied der Burschenschaft Frankonia wurde. Er promovierte 1907 zum Dr. iur. utriusque und zum Dr. rer. pol. und war danach Assessor. 1909 habilitierte er sich an der Universität Greifswald bei Erich Jung für römisches und Bürgerliches Recht. 1910 bereitete er als Repetitor den Prinzen August Wilhelm von Preußen (1887–1949) auf das Referendarexamen vor. 1913 wurde er Professor für Bürgerliches Recht an der Universität Neuenburg (Schweiz).
Von 1914 bis 1918 nahm er als Offizier am Ersten Weltkrieg teil. Ein Fluchtversuch aus französischer Kriegsgefangenschaft schlug fehl.
1919 wurde er außerordentlicher und ein Jahr später ordentlicher Professor in Halle/S., wechselte 1934 nach Frankfurt/M. und von dort 1936 nach Marburg. Ab 1941 lehrte er an der Universität Freiburg/B. und wurde 1949 emeritiert, dennoch hielt er weiterhin Vorlesungen.
Nach der Machtergreifung der Nationalsozialisten trat er zum 1. Mai 1933 der NSDAP bei (Mitgliedsnummer 2.260.230) und im Oktober 1933 dem NS-Rechtswahrerbund. Boehmer war in der Akademie für deutsches Recht unter Hans Frank von 1939 bis 1943 der Vorsitzende des Ausschusses für eheliches Güterrecht und Mitglied des Ausschusses für Erbrecht. Ab 1943 gehörte er dem NS-Dozentenbund an. Er beteiligte sich an der nationalsozialistischen „Rechtserneuerung“. In Frankfurt/M. zog er sich ein Disziplinarverfahren zu, das zum Wechsel nach Marburg führte. Auch danach geriet er des Öfteren in Schwierigkeiten bis zur Inhaftnahme.
Boehmers Werk umspannt das deutsche Privatrecht. Besonders beschäftigte er sich mit der Wirkung der Verfassung auf das Zivilrecht, z. B. die Eigentumsgarantie des Grundgesetzes. Verdienste erwarb er sich zur gesetzlichen Erbfolge und zum Recht des nichtehelichen Kindes bis in die Gesetzgebung der Bundesrepublik Deutschland.

## Schriften (Auswahl)
- Die Rechtsstellung des Stiefkindes nach heutigem und künftigem Recht, Beck, München Berlin 1941
- Die Teilreform des Familienrechts durch das Gleichberechtigungsgesetz vom 18. Juni 1957 und das Familienrechtsänderungsgesetz vom 11. August 1961, Mohr, Tübingen 1962
- Jugenderinnerungen an die Zeit der Freirechtslehre, Mohr, Tübingen 1963